# Hans von Winterfeld

Wappen derer von Winterfeld

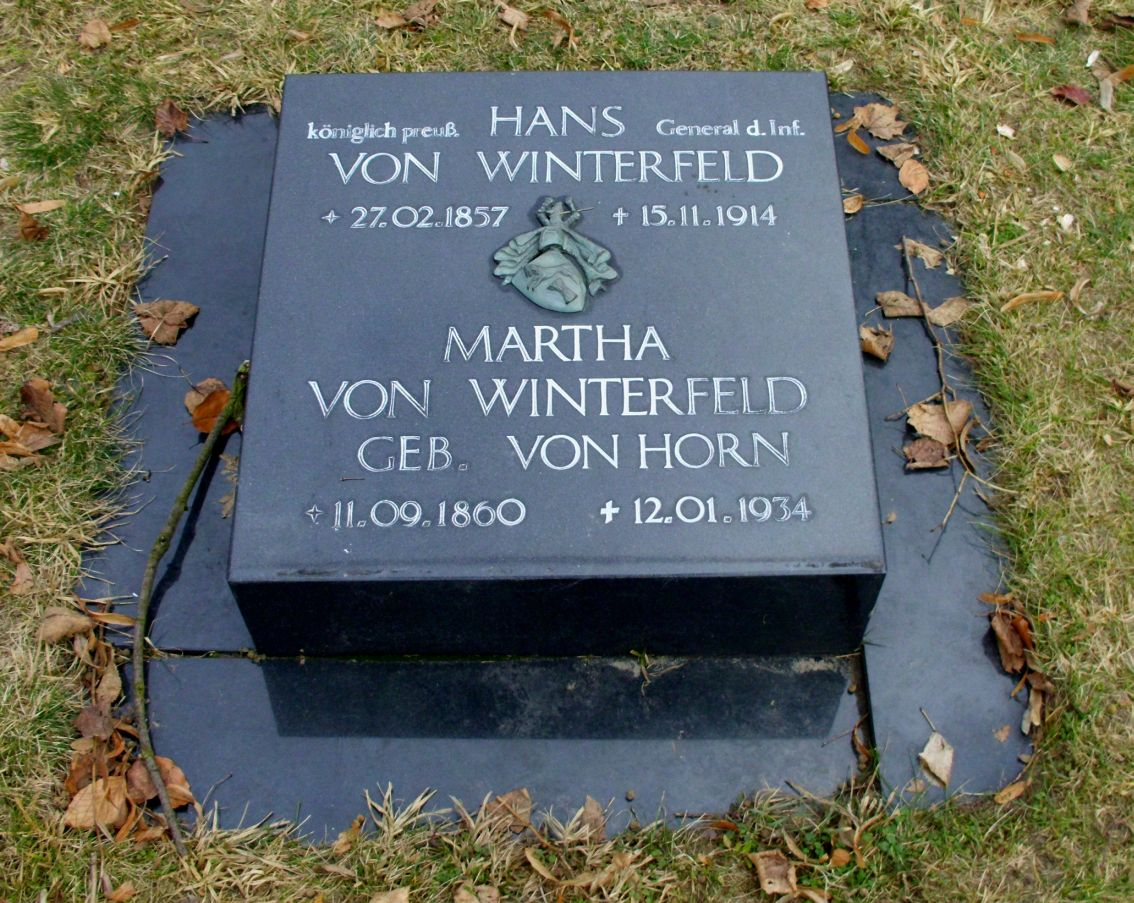
Restitutions-Grabstein für Hans und Martha von Winterfeld auf dem Invalidenfriedhof Berlin (Zustand 2013)

Hans Karl August von Winterfeld (* 27. Februar 1857 in Prenzlau; † 15. November 1914 in Wiesbaden) war ein preußischer General der Infanterie sowie Gouverneur der Festung Metz.

## Leben
Der Sohn des Majors Karl von Winterfeld und der Betty Baath war Adjutant der 34. Infanterie-Brigade in Schwerin. Nachdem er von 1899 bis 1902 ein Bataillon kommandierte, war er als Generalleutnant vom 22. April bis 18. November 1912 Kommandeur der 35. Division sowie vom 4. Februar 1913 bis 2. März 1914 Kommandeur der 17. Division. Anschließend wurde Winterfeld Gouverneur der strategisch wichtigen Festung Metz.
Diese Position hatte er auch über den Beginn des Ersten Weltkriegs hinaus inne.
Er war mit Martha von Horn (1860–1934) verheiratet. Der Sohn Richard von Winterfeld (1884–1965) wurde preußischer Landrat.
Im November 1914 verstarb Winterfeld 58-jährig in Wiesbaden. Hans von Winterfeld und seine Frau fanden ihre letzte Ruhestätte auf dem Invalidenfriedhof Berlin. Das Grab ist mit einem Restitutionsstein gekennzeichnet.

## Auszeichnungen
- Roter Adlerorden II. Klasse mit Stern und Eichenlaub[5]
- Kronenorden II. Klasse mit Stern[5]
- Preußisches Dienstauszeichnungskreuz[5]
- Kommandeur II. Klasse des Ordens vom Zähringer Löwen[5]
- Bayerischer Militärverdienstorden III. Klasse[5]
- Ritter I. Klasse des Ordens Heinrichs des Löwen[5]
- Ehrenkreuz II. Klasse des Lippischen Hausordens[5]
- Großkreuz des Greifenordens[5]
- Ehrenritter I. Klasse des Oldenburgischen Haus- und Verdienstordens des Herzogs Peter Friedrich Ludwig[5]
- Großkreuz des Dannebrogordens[5]
- Kommandeur des Ordens der Krone von Italien[5]
- Orden der Eisernen Krone III. Klasse[5]